# Семічев Єгор Тимофійович
Єгор Тимофійович Семічев (1880, Російська імперія — ?) — радянський діяч, столяр. Член ВУЦВК. Член Центральної контрольної комісії КП(б)У в червні 1930 — січні 1934 року. Член Центральної контрольної комісії ВКП(б) у липні 1930 — січні 1934 року.

## Біографія
Народився в родині робітника. Працював шахтарем, потім — столяром.
Член РСДРП(б) з 1917 року.
З 1917 року — в Червоній гвардії. З 1918 року служив у Червоній армії, учасник громадянської війни в Росії.
З 1920-х років — столяр Катеринославських вагоноремонтних майстерень (Дніпропетровського вагонного заводу).
Подальша доля невідома.